# Spilosoma nipponensis
Spilosoma nipponensis là một loài bướm đêm thuộc phân họ Arctiinae, họ Erebidae.